# Vorderried
Vorderried ist ein Gemeindeteil von Buttenwiesen im schwäbischen Landkreis Dillingen an der Donau in Bayern. Das Kirchdorf liegt einen Kilometer südlich von Buttenwiesen.

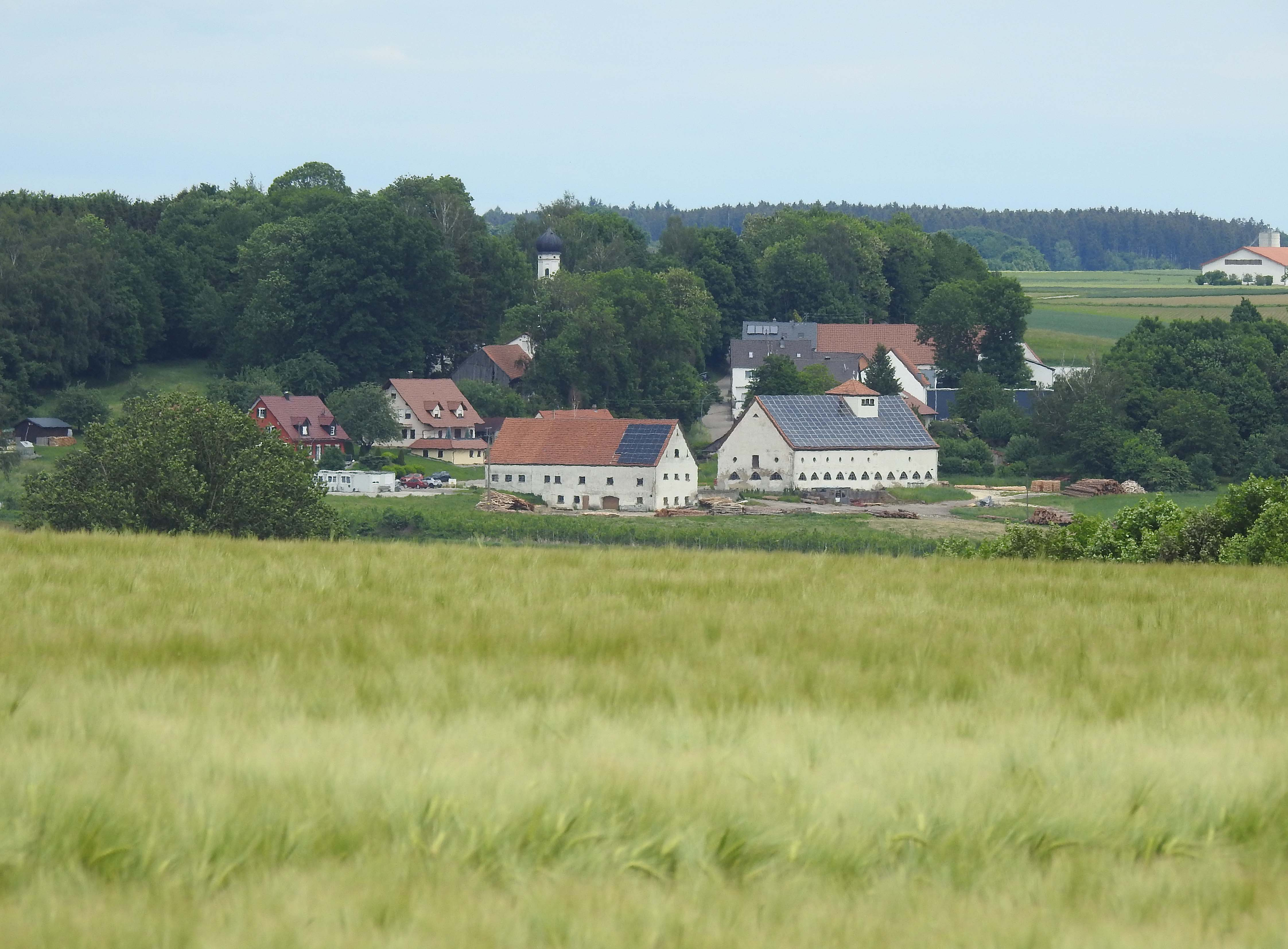
Vorderried von Südwesten

## Geschichte
Vorderried wurde erstmals 1292 urkundlich als „Obernriet“ erwähnt. 1297 erscheint der Ort als „Western-“ bzw. „Obernrieth“, 1236 als „Sant Johans Rieth“. St. Johannes und schließlich Vorderried waren die späteren Bezeichnungen des Ortes. Wie der Namensteil Ried für Rodung zeigt, ist der Ort als Rodungssiedlung entstanden.
1292 verkauften die Truchsessen von Kühlenthal ihren Besitz im Ort an die Kommende Donauwörth des Deutschen Ordens, der bis ins 18. Jahrhundert in Vorderried begütert blieb. Daneben war das Kloster Kaisheim der wichtigste Grundherr im Ort. 

## Religionen

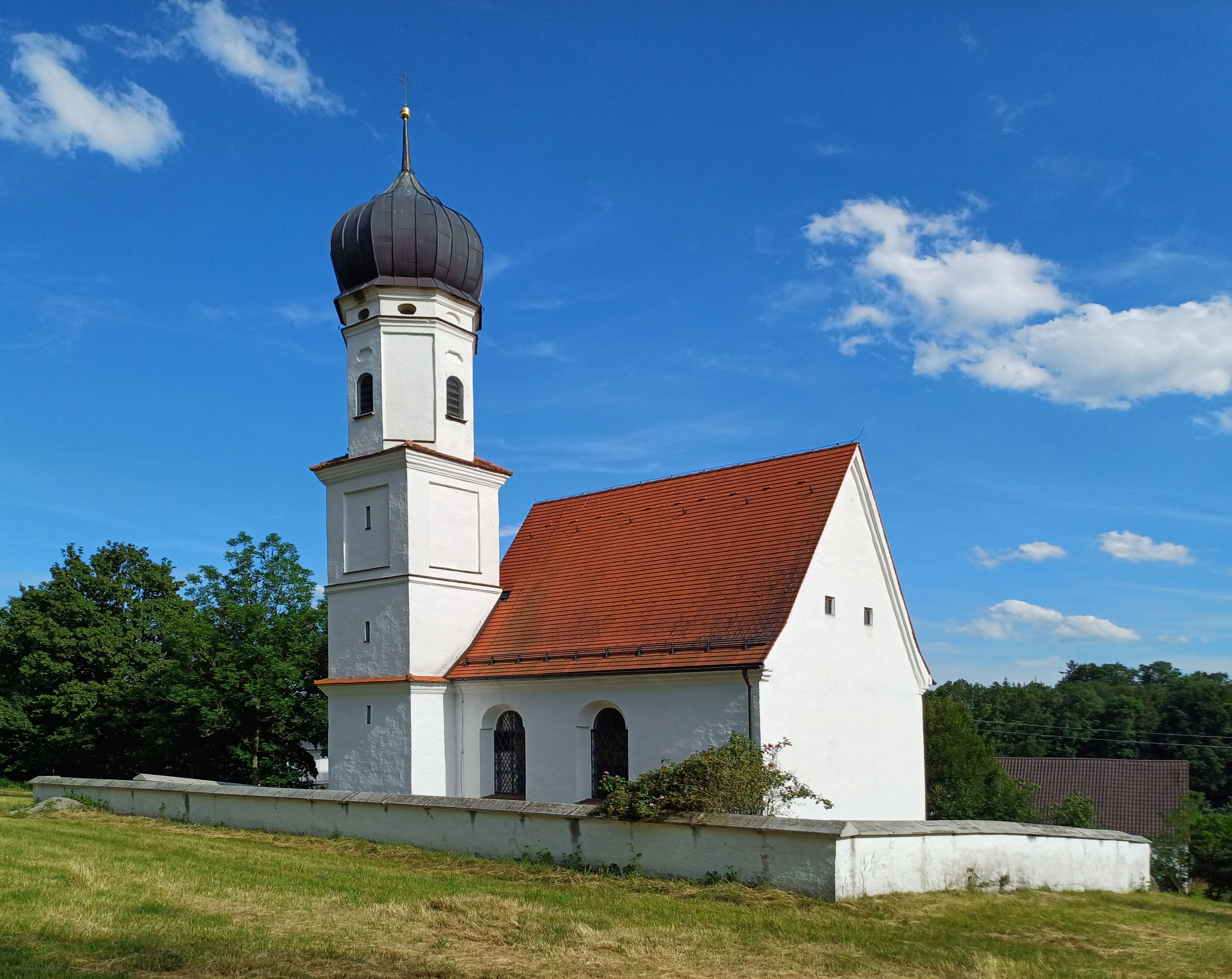
St. Johannes in Vorderried

Am Dorfrand steht die Filialkirche St. Johannes Baptist, die ein altes Begräbnisrecht besaß. Sie wurde um 1680 errichtet. Vorderried gehörte bis 1830 zur Pfarrei Lauterbach und wurde dann zu Buttenwiesen eingepfarrt.

## Baudenkmäler
Siehe: Liste der Baudenkmäler in Vorderried

## Bodendenkmäler
Siehe: Liste der Bodendenkmäler in Buttenwiesen